# Bugatti Type 30
Bugatti Typo 30 (anglicky Bugatti Type 30) byl sportovně-závodní automobil, který v roce 1922 navrhl a zkonstruoval Ettore Bugatti. V letech 1922-1926 patřil tento vůz k nejúspěšnějším v kategorii sportovních a závodních vozů. Model 30 byl představen jako nástupce typu Bugatti Type 13 (1910-1926). V některých pramenech bývá tento vůz označován jako Bugatti Type 29/30.

## Vznik a vývoj
Tento automobil navrhl sám Ettore Bugatti a byl to první sériový automobil Bugatti s osmiválcovým motorem. Takové řadové osmiválce nebyly pro Ettore Bugattiho technicky novým územím. Před první světovou válkou již experimentoval s Type 14 se dvěma sériově spojenými čtyřválcovými motory „Brescia“ a na autosalonech ve Francii a Anglii byl představen třílitrový řadový osmiválec, který ovšem nikdy neopustil fázi prototypu (Type 28), který však již neměl následovníka. Změny pravidel závodů Grand Prix pro sezónu 1922 si vyžádaly omezení zdvihových objemů na maximální 2 litry.
Typ 29 z roku 1922 (vyrobeno 7 vozů) může být pokládán jako předchůdce typu 30, ale byl jím spíše z hlediska použití závodní Bugatti T22/T23 Brescia (1919-26). Type 30 byl také prvním sériovým vozem Bugatti s brzdami na všechna čtyři kola.
Type 30 s motorem vpředu a poháněnou zadní nápravou přišel na trh jako sportovní faeton. Bugatti však také vyvinul závodní roadstery Type 30, takže v těchto letech bylo často obtížné určit, které modely by měly sloužit kterému účelu. Type 29 byl vyráběn v období od listopadu 1922 a Type 30 od roku 1923 do roku 1926.
Sériová výroba Bugatti Type 30 odstartovala v roce 1923 a v prvním roce bylo vyrobeno zhruba 140 exemplářů. Výroba silničního Bugatti Type 30 probíhala do roku 1926 a celkem vzniklo přibližně 600 kusů. Vozy byly vybavovány různými dvousedadlovými nebo čtyřsedadlovými karoseriemi na přání zákazníků, které vyráběly různé karosárny.
Nástupcem byl Bugatti Type 38 z roku 1926, na který navázaly podobně koncipované typy 40, 43, 44 a 49. Velmi volným pokračováním byl typ Bugatti Type 32 Couree (1923) nazývaný pro svůj neobvyklý tvar jako Tank nebo Želva. Jeden z vozů typu 32 používali krátkou dobu také Eliška a Čeněk Junkovi, původně modrý vůz byl pro ně přelakován na žluto.

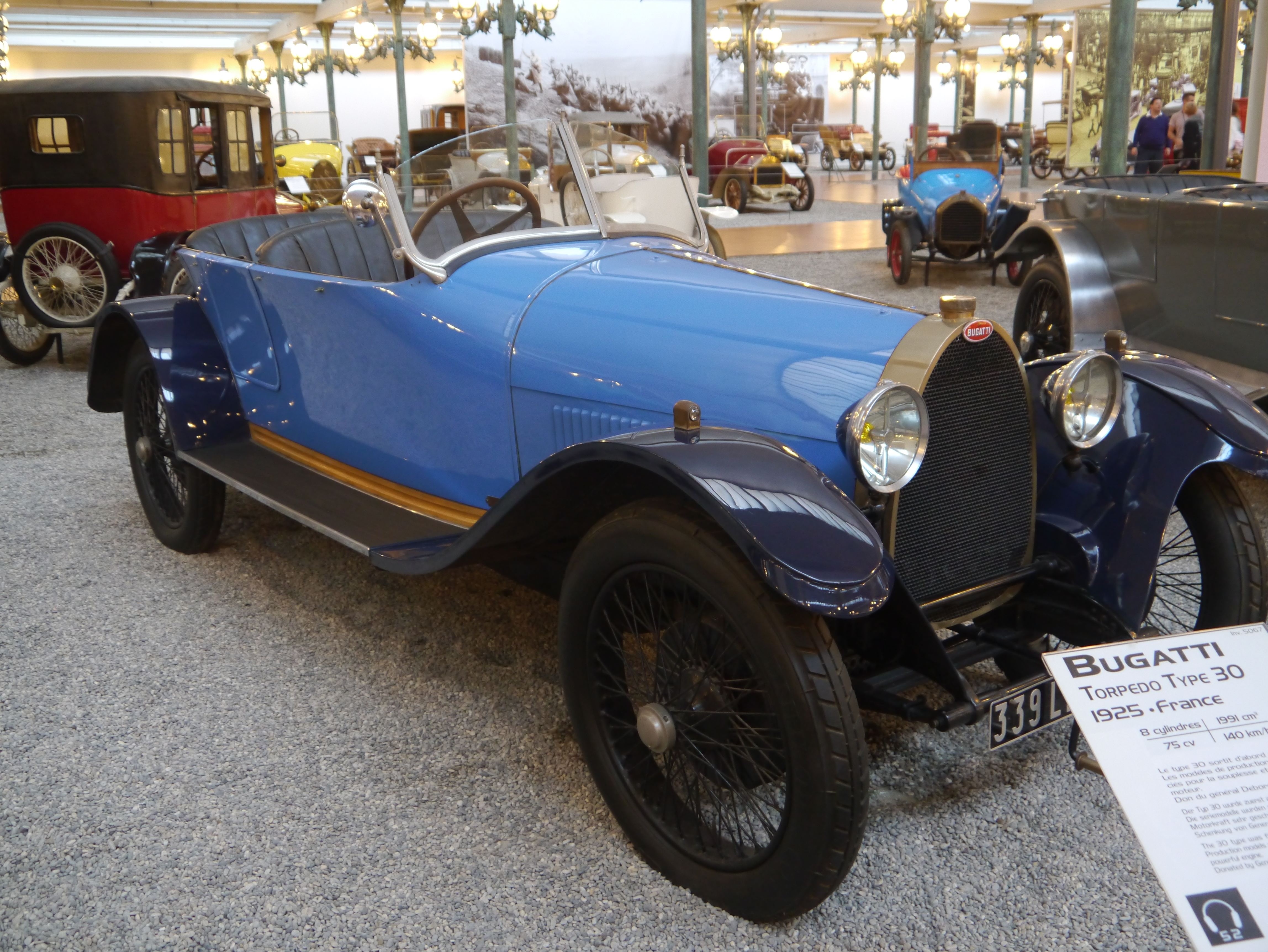
Bugatti Type 30 Torpedo, Cité de l'Automobile (1925)

## Motor
Zážehový, kapalinou chlazený řadový osmiválec je první z řady motorů Bugatti R8 s rozvodem OHC s typickým hranatým tvarem. Skládal se ze dvou bloků válců, které stojí na společném krytu klikového hřídele a pohánějí společný klikový hřídel. V případě typu 30 se nejprve otáčel ve třech kluzných ložiskách; v pozdějších verzích kuličková ložiska nahradila vnější kluzná ložiska. Rozvodový mechanismus OHC byl uložen v hlavě válců se svisle namontovanými ventily a používán byl jeden vačkový hřídel.

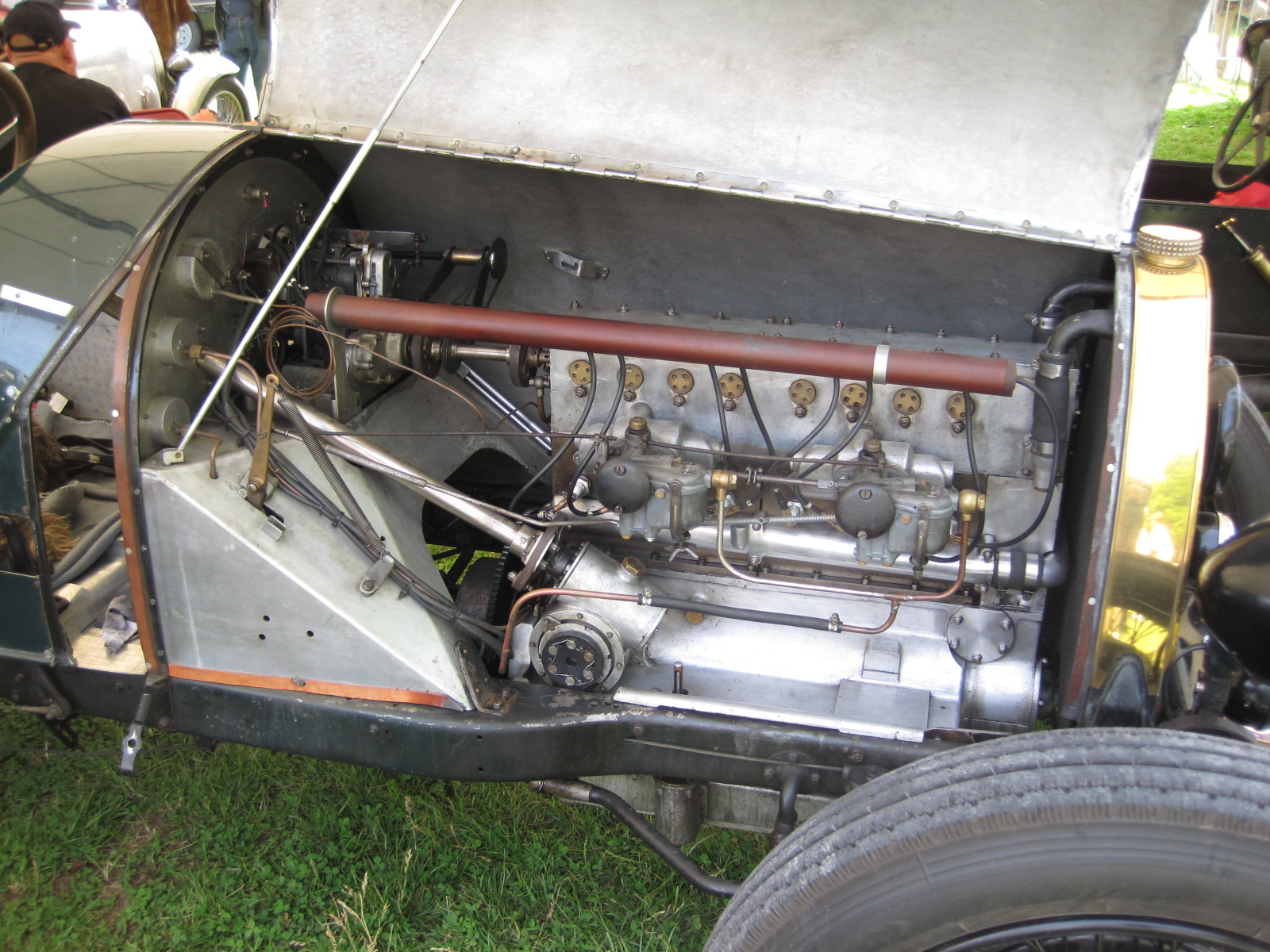
Bugatti Type 30, osmiválcový motor

Blok a hlava válce tvořily společnou součást. Uspořádání ventilů se třemi vodorovně namontovanými ventily na válec (dva sací ventily, jeden o něco větší výfukový ventil) je také typické pro tuto rodinu motorů. Byly přístupny přes otvory na boku bloku motoru. Poháněny byly vačkovým hřídelem nad hlavou a dvoudílnými vahadly. Vačkový hřídel byl vpředu poháněn vertikálním hřídelem. Palivovou směs zabezpečovaly dva karburátory Zenith. Motor byl bez přeplňování. Za motorem byla mechanická, manuální čtyřstupňová převodovka.
Motor měl vrtání 60 mm a zdvih 88 mm, což dávalo zdvihový objem 1991 cm3. Cestovní vozy disponovaly výkonem 55 kW/75 k a závodní vozy používaly dvou variant tohoto motoru, s výkonem 63 kW/86 k a také 74 kW/100 k. Motor z tohoto typu byl používán i u Bugatti T35 (1924-9). Tento motor vedl k bezprecedentní dominanci Bugatti v závodech Grand Prix v druhé polovině 20. let a v první polovině 30. let.

## Podvozek
Ettore Bugatti původně zamýšlel namontovat nový motor do již existujícího podvozku pro čtyřválcové modely. Ten se ovšem ukázal jako nevhodný, protože nebyl dostatečně pevný na to, aby unesl vyšší hmotnost osmiválce. Východiskem se stal nový zesílený podvozek Type 29 s tuhými nápravami na obou koncích. Mírně protáhlý podvozek a zavěšení kol vzorově pocházely z Bugatti Type 23.
Jednotlivé zdroje se liší u udávaných rozměrů podvozku. Rozvor u cestovní verze se udává 2850 mm, u závodní verze 2400-2550 mm. Stejný rozptyl je i u rozchodu kol, sportovní 1200 mm a závodní 1150 mm. I délka vozu se lišila v závislosti na použité karoserii, činila 3350-3650 mm a měla šířku kolem 1400 mm.
Vpředu byla tuhá náprava a podélná poloeliptická listová péra, vzadu tuhá náprava a podélná čtvrteliptická listová pera. Přední i zadní brzdy bubnové. Ruční mechanická brzda brzdila zadní kola. Rozměry pneumatik 765x105.

## Karoserie
Většina vozidel byla vybavena čtyřmístnými cestovními karoseriemi typu Torpedo. Jednalo se o třídveřový čtyřmístný faeton. Pohotovostní hmotnost podvozku činila 825 kg. Cestovní verze dosahovala maximální rychlosti 120 km/h. Dvoudveřový dvoumístný roadster byl předurčen jako sportovně-závodní vůz. Závodní vozy měly hmotnost 730 kg, samotný podvozek 570 kg. Vůz dosahoval maximální rychlosti 145 km/h.

## Sportovní úspěchy

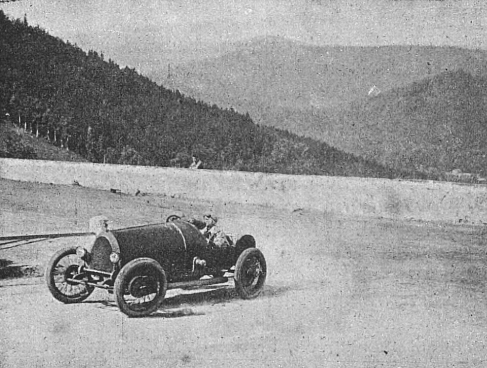
Čeněk Junek, Bugatti T30, Panorama Karlovy Vary (1923)

V roce 1922 zkonstruoval Bugatti osmiválec typu 30 s 2,0 litrovým motorem a poprvé tento typ závodil na Grand Prix Francie 1922 ve Štrasburku, kde skončil na druhém (Pierre De Vizcaya), třetím (Pierre Marco) a na 5. místě (Jacques Mones-Maury). První vítězství zaznamenal tento vůz řízen G. Beckem 17. června 1923 v závodu do vrchu Faucille u Ženevy. Dalším startem Bugatti T30 byl závod na italském okruhu Circuito del Garda - Salo, který se konal 25. listopadu 1923 a kde na něm startovali Domenico Antonelli a Diego De Sterlich. Ani jeden jezdec na T30 však nedojel do cíle.

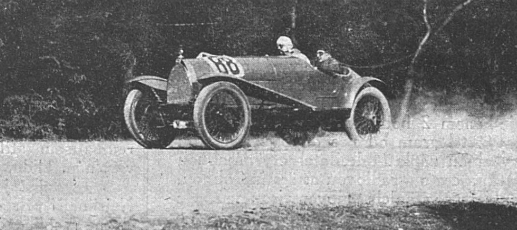
Eliška Junková, Bugatti T30, Zbraslav-Jíloviště (1925)

V Československu tento typ nejvíce proslavili manželé Junkovi. Původně silniční T29 (reg. zn. N 469) nechal Čeněk Junek přestavět na sportovně-závodní vůz T30 (reg. zn. NV 433). První start tohoto vozu se odehrál 29. dubna 1923 na závodu Zbraslav-Jíloviště. Druhým nejlepším časem dne 3:39,1 min na sebe upozornil Čeněk Junek na závodním Bugatti (do 2,0 l), přestože byl penalizován 3 vteřinami za "ulitý" start. Čeněk Junek s ním vyhrál několik závodů do vrchu ve třídě nebo i v absolutním pořadí (Zbraslav-Jíloviště 1923-4, Panoramu v Karlových Varech 1923, Lochotín-Třemošná 1923 (to bylo na Bugatti T32), Schöber 1923 (rovněž Bugatti T32) a Ecce Homo 1924), a když přesedl na silnější Bugatti T35, jezdila s tímto vozem Eliška Junková. Svůj první samostatný závod jela Eliška 7. září 1924 a tady se dostavil také úplně první úspěch. S vozem Bugatti T30 obsadila Eliška na závodě do vrchu Lochotín – Třemošná první místo v kategorii cestovních vozů do dvou litrů. V roce 1925 zvítězila ve třídě sportovních vozů do 2,0 l na Zbraslavi, v cestovních vozech v závodě Dubí-Cínovec (zde startovala 7. června na cestovním Panhard & Levassor v třídě přes 3,0 l a vyhrála kategorii cestovních vozů), v cestovních vozech na soběšickém kopci a ve sportovních vozech na Schöberu. Rokem 1925 se "použití" Bugatti T30 uzavřelo. V následujícím roce již startovala i E. Junková na Bugatti T35, když si Čeněk pořídil Bugatti 35C s kompresorem.

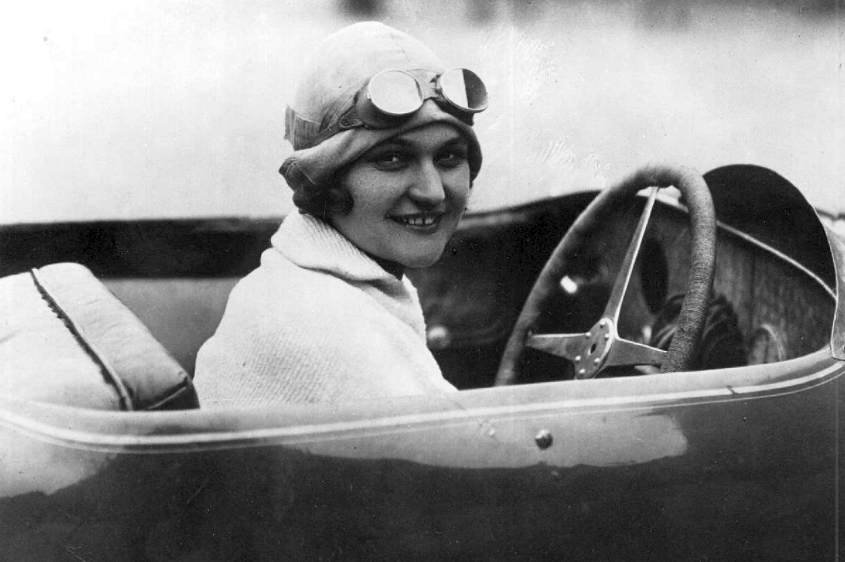
Eliška Junková (1926)

## Dochované exempláře
Bugatti Type 30 je vystaven v Auto und Technik Museum v německém Sinsheimu (roadster) a v Musée des 24 Heures du Mans (torpedo). Příležitostně je tento vůz vystaven i na mezinárodních autosalonech jako např. ve Frankfurtu v roce 2015.

## Tabulka parametrů
Základní technické údaje
|                       | Motor                        | zdvihový objem | vrtání x zdvih | plnění válců | výkon (k/kW) | max. rychlost | převodovka         | hmotnost   | výroba    |
| Type 30 Torpedo       | řadový osmiválec, 24 ventilů | 1991 cm3       | ø 60 x 88 mm   | -            | 75/55        | 130 km/h      | manuální, 4 stupně | 730–825 kg | 1922-1926 |
| Type 30 Race roadster | řadový osmiválec, 24 ventilů | 1991 cm3       | ø 60 x 88 mm   | -            | 86-100/63-74 | 145 km/h      | manuální, 4 stupně | 730–825 kg | 1922-1926 |